# 1967年
1967年（1967 ねん）は、西暦（グレゴリオ暦）による、日曜日から始まる平年。昭和42年。

## 他の紀年法
- 干支：丁未（ひのと ひつじ）
- 日本（月日は一致）
  - 昭和42年
  - 皇紀2627年

もし、1868年からの明治の年号がこの年まで続いていれば、1967年が「明治100年」（1868年＝明治元年から99年後）となったところだが、実際は、明治100年の記念式典は翌年、1968年に行われた。
- 中華民国（月日は一致）
  - 中華民国56年
- 朝鮮（月日は一致）
  - 主体56年
- 仏滅紀元：2509年 - 2510年
- イスラム暦：1386年9月19日 - 1387年9月29日
- ユダヤ暦：5727年4月19日 - 5728年3月29日
- 修正ユリウス日(MJD)：39491 - 39855
- リリウス日(LD)：140332 - 140696

※主体暦は、朝鮮民主主義人民共和国で1997年に制定された。

## カレンダー
| 1月 |    |    |    |    |    |    |
| 日  | 月 | 火 | 水 | 木 | 金 | 土 |
| 1   | 2  | 3  | 4  | 5  | 6  | 7  |
| 8   | 9  | 10 | 11 | 12 | 13 | 14 |
| 15  | 16 | 17 | 18 | 19 | 20 | 21 |
| 22  | 23 | 24 | 25 | 26 | 27 | 28 |
| 29  | 30 | 31 |    |    |    |    |
|     |    |    |    |    |    |    |

| 2月 |    |    |    |    |    |    |
| 日  | 月 | 火 | 水 | 木 | 金 | 土 |
|     |    |    | 1  | 2  | 3  | 4  |
| 5   | 6  | 7  | 8  | 9  | 10 | 11 |
| 12  | 13 | 14 | 15 | 16 | 17 | 18 |
| 19  | 20 | 21 | 22 | 23 | 24 | 25 |
| 26  | 27 | 28 |    |    |    |    |
|     |    |    |    |    |    |    |

| 3月 |    |    |    |    |    |    |
| 日  | 月 | 火 | 水 | 木 | 金 | 土 |
|     |    |    | 1  | 2  | 3  | 4  |
| 5   | 6  | 7  | 8  | 9  | 10 | 11 |
| 12  | 13 | 14 | 15 | 16 | 17 | 18 |
| 19  | 20 | 21 | 22 | 23 | 24 | 25 |
| 26  | 27 | 28 | 29 | 30 | 31 |    |
|     |    |    |    |    |    |    |

| 4月 |    |    |    |    |    |    |
| 日  | 月 | 火 | 水 | 木 | 金 | 土 |
|     |    |    |    |    |    | 1  |
| 2   | 3  | 4  | 5  | 6  | 7  | 8  |
| 9   | 10 | 11 | 12 | 13 | 14 | 15 |
| 16  | 17 | 18 | 19 | 20 | 21 | 22 |
| 23  | 24 | 25 | 26 | 27 | 28 | 29 |
| 30  |    |    |    |    |    |    |
|     |    |    |    |    |    |    |

| 5月 |    |    |    |    |    |    |
| 日  | 月 | 火 | 水 | 木 | 金 | 土 |
|     | 1  | 2  | 3  | 4  | 5  | 6  |
| 7   | 8  | 9  | 10 | 11 | 12 | 13 |
| 14  | 15 | 16 | 17 | 18 | 19 | 20 |
| 21  | 22 | 23 | 24 | 25 | 26 | 27 |
| 28  | 29 | 30 | 31 |    |    |    |
|     |    |    |    |    |    |    |

| 6月 |    |    |    |    |    |    |
| 日  | 月 | 火 | 水 | 木 | 金 | 土 |
|     |    |    |    | 1  | 2  | 3  |
| 4   | 5  | 6  | 7  | 8  | 9  | 10 |
| 11  | 12 | 13 | 14 | 15 | 16 | 17 |
| 18  | 19 | 20 | 21 | 22 | 23 | 24 |
| 25  | 26 | 27 | 28 | 29 | 30 |    |
|     |    |    |    |    |    |    |

| 7月 |    |    |    |    |    |    |
| 日  | 月 | 火 | 水 | 木 | 金 | 土 |
|     |    |    |    |    |    | 1  |
| 2   | 3  | 4  | 5  | 6  | 7  | 8  |
| 9   | 10 | 11 | 12 | 13 | 14 | 15 |
| 16  | 17 | 18 | 19 | 20 | 21 | 22 |
| 23  | 24 | 25 | 26 | 27 | 28 | 29 |
| 30  | 31 |    |    |    |    |    |
|     |    |    |    |    |    |    |

| 8月 |    |    |    |    |    |    |
| 日  | 月 | 火 | 水 | 木 | 金 | 土 |
|     |    | 1  | 2  | 3  | 4  | 5  |
| 6   | 7  | 8  | 9  | 10 | 11 | 12 |
| 13  | 14 | 15 | 16 | 17 | 18 | 19 |
| 20  | 21 | 22 | 23 | 24 | 25 | 26 |
| 27  | 28 | 29 | 30 | 31 |    |    |
|     |    |    |    |    |    |    |

| 9月 |    |    |    |    |    |    |
| 日  | 月 | 火 | 水 | 木 | 金 | 土 |
|     |    |    |    |    | 1  | 2  |
| 3   | 4  | 5  | 6  | 7  | 8  | 9  |
| 10  | 11 | 12 | 13 | 14 | 15 | 16 |
| 17  | 18 | 19 | 20 | 21 | 22 | 23 |
| 24  | 25 | 26 | 27 | 28 | 29 | 30 |
|     |    |    |    |    |    |    |

| 10月 |    |    |    |    |    |    |
| 日   | 月 | 火 | 水 | 木 | 金 | 土 |
| 1    | 2  | 3  | 4  | 5  | 6  | 7  |
| 8    | 9  | 10 | 11 | 12 | 13 | 14 |
| 15   | 16 | 17 | 18 | 19 | 20 | 21 |
| 22   | 23 | 24 | 25 | 26 | 27 | 28 |
| 29   | 30 | 31 |    |    |    |    |
|      |    |    |    |    |    |    |

| 11月 |    |    |    |    |    |    |
| 日   | 月 | 火 | 水 | 木 | 金 | 土 |
|      |    |    | 1  | 2  | 3  | 4  |
| 5    | 6  | 7  | 8  | 9  | 10 | 11 |
| 12   | 13 | 14 | 15 | 16 | 17 | 18 |
| 19   | 20 | 21 | 22 | 23 | 24 | 25 |
| 26   | 27 | 28 | 29 | 30 |    |    |
|      |    |    |    |    |    |    |

| 12月 |    |    |    |    |    |    |
| 日   | 月 | 火 | 水 | 木 | 金 | 土 |
|      |    |    |    |    | 1  | 2  |
| 3    | 4  | 5  | 6  | 7  | 8  | 9  |
| 10   | 11 | 12 | 13 | 14 | 15 | 16 |
| 17   | 18 | 19 | 20 | 21 | 22 | 23 |
| 24   | 25 | 26 | 27 | 28 | 29 | 30 |
| 31   |    |    |    |    |    |    |
|      |    |    |    |    |    |    |

## できごと
世界と日本のできごと。

### 1月
- 1月1日 - 日本専売公社が葉巻たばこ「パロマ」を発売[要出典]。
- 1月8日 - 前年12月21日の茨城県議会黒い霧解散に伴う茨城県議会議員選挙投票[要出典]。
- 1月12日 - 日本血液銀行協会、売血の全廃を決定（預血は継続）[1]。
- 1月13日 - 神奈川県藤沢市藤沢で帰宅途中の女子高生が労務者の男に襲われ殺害される。同月18日に犯人の男を逮捕。
- 1月15日 - アメリカ・カリフォルニア州ロサンゼルスで第1回スーパーボウルが開催。
- 1月28日 - KDDが日米間の通信衛星中継業務を開始。
- 1月29日 - 第31回衆議院議員総選挙投票[2]。前年12月27日の黒い霧解散に伴うもの。（1969年12月2日解散（沖縄解散））

### 2月
- 2月1日
  - 大阪府の布施市・河内市・枚岡市の3市が合併して東大阪市が発足。
  - 森永製菓が「チョコボール」を発売。
- 2月11日 - 初の建国記念の日[3]。
- 2月15日 - 東京国際空港に時限爆弾が仕掛けられる[4]。
- 2月17日 - 第2次佐藤内閣発足。全閣僚再任[3]。
- 2月20日 - トヨタ自動車が「ハイエース」を発売（5月には「2000GT」を発売）。
- 2月28日 - 川端康成、石川淳、安部公房、三島由紀夫らが文化大革命に対する抗議声明発表。

### 3月
- 3月1日 - 阪急千里線・北千里駅で世界初の無人自動改札システムが設置される[5]。
- 3月4日 - 大相撲の高見山大五郎（本名：ジェシー・クハウルア）が相撲界で史上初となる外国人関取（十両）に昇進[6]。
- 3月6日 - 日本航空、世界一周線の運航開始[7]。
- 3月12日 - 青年医師連合（36大学、2400人加盟）がインターン制度に反対して医師国家試験をボイコット[7]。
- 3月18日 - トリー・キャニオン号事件が発生。
- 3月20日 - 本田技研工業が「N360」を発売。「スバル・360」の牙城を崩す。
- 3月21日 - 金栗四三が第5回ストックホルム五輪のマラソンにおいてゴールイン（最下位）。タイム54年8カ月6日5時間32分20秒3を記録し、のちにギネス世界記録した。同日、全日程の終了が宣言された。
- 3月24日 - 大阪市営地下鉄谷町線の東梅田駅 - 谷町四丁目駅間が開業（以降区間を拡大し、1983年全線開業）。

### 4月
- 4月1日 - 大阪府泉南町（現在の泉南市）の南海電鉄本線踏切で急行電車が大型トラックと衝突、電車の1・2両が男里川に転落。死者5人・重軽傷者208人の大惨事に[8]。
- 4月3日 - トヨタ自動車が「ランドクルーザー」56型を発売。
- 4月5日 - 岡山大学の教授が、富山県で発生したイタイイタイ病は三井金属鉱業神岡鉱山（岐阜県）の廃水が原因であることを発表[9]。
- 4月15日 - 統一地方選挙、東京都知事選挙で美濃部亮吉が当選、革新知事ブームのさきがけに[9]。
- 4月18日 - 厚生省が阿賀野川水銀中毒（第二水俣病）は昭和電工鹿瀬工場（新潟県）の廃水が原因であると結論[10]。
- 4月20日 - サントリーがびん入り生ビール「純生」発売。
- 4月21日 - ゼネラル・モーターズ(GM)が生産台数1億台を突破。記念すべき1億台目の車は1967年式のシボレー・カプリス。[11]
- 4月24日 - ソ連の宇宙船ソユーズ1号が着陸に失敗し、搭乗していたウラジミール・コマロフが死亡。史上初の宇宙飛行による死亡事故。
- 4月25日 - 東伊豆道路全線開通。
- 4月28日
  - オランダ・アムステルダム郊外にスキポール空港開港。
  - モントリオール万博が開幕。
  - 東急こどもの国線（長津田駅 - こどもの国駅）が開業。

### 5月
- 5月22日
  - エスフーズ（当時の社名スタミナ食品）設立。
  - ベルギー・ブリュッセル　イノバシオン百貨店火災（fr:Incendie de l'Innovation）。死者325名、負傷者約80名。
- 5月24日 - 朝日訴訟の最高裁判所大法廷判決[12]。
- 5月30日
  - ナイジェリアの東部州がビアフラ共和国として独立を宣言。
  - 東洋工業が世界初となる2ローターロータリーエンジン搭載のスポーツカー「コスモスポーツ」を発売[13]。

### 6月
- 6月5日 - イスラエル・アラブ連合間で戦闘開始（第三次中東戦争）。6月11日に戦闘が終結しイスラエルの圧勝。この結果、イスラエルの占領地域は戦前の4倍以上に拡大。
- 6月10日 - 東京教育大学の筑波研究学園都市への移転が決定[14]。
- 6月13日 - リンドン・ジョンソン米大統領が訟務長官のサーグッド・マーシャルを（アフリカ系アメリカ人として初めての）合衆国最高裁判所判事に任命する。
- 6月17日 - 中国が初の水爆実験を行う。
- 6月18日 - 電鉄塩屋駅で山陽電鉄爆破事件が起こる[15]。
- 6月25日 - 世界初の衛星中継のテレビ番組『OUR WORLD 〜われらの世界〜』が24か国で放送され、ビートルズ が「愛こそはすべて」を生演奏した。
- 6月27日 - ロンドンのバークレー銀行に世界初のATMが設置。
- この頃、熊本大学の研究班がチッソの反応機（化学プラント）と同じ環境から水俣病の原因物質であるメチル水銀が合成されることを再現することに成功して論文発表を行う。

### 7月
- 7月1日 - ブリュッセル条約発効により、欧州石炭鉄鋼共同体、欧州経済共同体、欧州原子力共同体の組織体制が統合される。
- 7月2日 - 初めてのガンマ線バーストであるGRB 670702が核実験監視衛星であるヴェラ3およびヴェラ4によって発見される。
- 7月3日 - FM東海（TOKYO FMの前身）でFM最長番組「JET STREAM」が放送開始。
- 7月8日 - 韓国中央情報部（KCIA）が東ドイツにおいて北朝鮮大使館と接触した194名の韓国人を逮捕したと発表。（東ベルリン事件）
- 7月12日 -アメリカ・ニュージャージー州ニューアークで白人警官による黒人タクシー運転手への暴行事件をきっかけにした黒人暴動が起こり、23名の死者と1500名以上にのぼる逮捕者を出す。
- 7月14日 - タカラが「リカちゃん人形」を発売[16]。着せ替え人形のベストセラー商品となる。
- 7月19日 - 東京女子医科大学の今井通子と若山美子が女性で初めてマッターホルン北壁の登頂に成功[16]。
- 7月21日 - 公正取引委員会が松下電器産業にヤミ再販の停止を勧告[16]。
- 7月22日 - 高田光政がグランド・ジョラス北壁の登頂に成功（日本人で初めてアイガー、マッターホルン、グランド・ジョラスのアルプス3大北壁全登頂に成功）[16]。
- 7月23日 - アメリカ・ミシガン州デトロイトで黒人暴動（12th Street riot）起こる。
- 7月28日 - NHK、ラジオ受信料の廃止を決定（1968年4月1日施行）[17]。
- 7月29日 - 南シナ海のベトナム沖のトンキン湾で、アメリカ海軍空母フォレスタルが、艦上のF-4 ファントムII戦闘機の電気トラブルからズーニー・ロケット弾に引火し爆発、炎上する事故発生。死者134名、負傷者161名を出し、アメリカ海軍空母として第二次世界大戦以降最悪の惨事。

### 8月
- 8月1日
  - 西穂高岳落雷遭難事故[17]。現在も西穂高岳に慰霊登山に訪れる関係者がいる。
  - 資生堂が男性化粧品の「MG5」を発売[18]。団次郎を起用したTVCMが人気となる。
- 8月3日 - 公害対策基本法公布[17]。
- 8月8日
  - 東南アジア諸国連合（ASEAN）結成。
  - 国鉄新宿駅構内で米軍用燃料を積載した貨物列車が脱線炎上する事故（米軍燃料輸送列車事故）[19]。
- 8月10日 - JCBがアメリカン・エキスプレスと国際クレジットカード提携発行契約を結ぶ[20]。
- 8月26日-29日頃 - 昭和42年8月洪水（羽越豪雨）発生。
- 8月27日 - ユニバーシアード東京大会開催（9月4日まで）[21]。
- 8月30日 - 米議会上院がサーグッド・マーシャルを（アフリカ系アメリカ人として初めての）合衆国最高裁判所判事とする事に合意する。

### 9月
- 9月1日
  - 四日市ぜんそくの患者9人が訴訟を起こす（日本における初の大気汚染訴訟）[22]。
  - 三菱電機が電気掃除機「風神」を発売。
- 9月2日 - 北海のイギリス沖に浮かぶ自称「国家」であるシーランド公国が独立宣言。
- 9月3日 - スウェーデンで自動車の対面交通が左側通行から右側通行に変更された。（ダゲン・H）
- 9月10日 - F1イタリアグランプリにてホンダのジョン・サーティースが優勝した。
- 9月28日 - 上越線新清水トンネル開通[23]。
- 9月30日
  - 大阪市営地下鉄中央線の谷町四丁目駅 - 森ノ宮駅間が開業（1969年12月、大阪港駅 - 深江橋駅間が貫通）。
  - 東京新聞社が東京新聞の編集・発行を中部日本新聞社に委譲。

### 10月
- 10月1日
  - パ・リーグで阪急ブレーブスが西京極球場での対東映戦で勝利、球団創立32年目で初優勝を果たした[24]。
  - 森永製菓が「エールチョコレート」発売。作曲家の山本直純を起用したTVCMが人気となる。
  - 日本初の寝台電車581系がダイヤ改正を機に運用開始。東北・九州方面の寝台特急と昼行特急に長く使用された。
- 10月2日
  - 深夜放送の代名詞的存在である、ニッポン放送系のラジオ番組「オールナイトニッポン」が放送開始。初代パーソナリティは糸居五郎（月曜）、斉藤安弘（火曜）、高岡尞一郎（水曜）、今仁哲夫（木曜）、常木建男（金曜）、高崎一郎（土曜）。
  - サーグッド・マーシャルがアフリカ系アメリカ人として初めて米連邦最高裁判事に就任。
- 10月3日 - ウィリアム・J・ナイトが操縦する米国の実験機X-15A-2がマッハ6.7（7,274 km/h）に到達。有人航空機の最大速度記録。
- 10月7日 - 巨人、3年連続セ・リーグ優勝（V3）。
- 10月18日 - ツイッギー来日[25]。日本にミニスカートブーム到来。
- 10月20日 - 吉田茂元首相死去[25]。
- 10月21日 - ペンタゴン大行進。
- 10月27日 - 福島県いわき市の日産サニー販売店で宿直員の男性が殺害され、現金などが奪われる事件が発生（日産サニー事件）。
- 10月28日
  - 日本シリーズで巨人が阪急下し3年連続の日本一。
  - 台風34号が愛知県に上陸。1990年11月下旬に台風28号が上陸するまでは、日本への上陸日時が最も遅い台風であった。
- 10月30日 - 鹿島石油設立。
- 10月31日 - 吉田茂元首相の本葬が戦後初の国葬として日本武道館で営まれる[26]。

### 11月
- 11月1日
  - 八郎潟干拓農地への入植が始まる。
  - 渋谷区道玄坂の小学校跡地に東急百貨店本店開店。
  - シチズン時計がカラー腕時計「クリスタルセブンカスタム」を発売。
- 11月9日
  - 武満徹作曲の『ノヴェンバー・ステップス』がニューヨークで初演。
  - 米軍が押収していた原爆記録映画が22年ぶりに返還[26]。
- 11月11日 - 日本エスペラント協会会員の由比忠之進が、ベトナム戦争に反対する佐藤栄作首相宛の抗議書を携え、首相官邸近くで焼身自殺を図る[27]。
- 11月19日 - 無綫電視が放送開始。
- 11月21日 - 小田急百貨店（新宿店）本館完成、11月23日全館営業開始。旧館は小田急ハルク（現ハルク）として11月27日新装開店。
- 11月25日 - 第2次佐藤改造内閣発足[28]。

### 12月
- 12月1日 - 東京ガスがガス・セントラルヒーティングを発売。
- 12月3日 - 南アフリカ共和国のケープタウンで世界初のヒトからヒトへの心臓移植が行われる（この世界初のレシピエントは移植術後18日後に死亡）。
- 12月6日 - ベトナムにてタムクアンの戦い勃発（ベトナム戦争中）
- 12月9日 - 東京で都電銀座線（これは通称で、正式には「一系統」と呼ぶ。他に「一番」という俗称もあった。）など計9系統廃止[29]。
- 12月15日 ‐ アメリカでシルバー・ブリッジ崩落（46名が犠牲となった。）
- 12月16日 - 早川電機工業がIC電卓を発売[30]。
- 12月24日 - 餃子の王将が京都で一号店オープン
- 12月26日 - 住友クレジットサービス設立。
- 12月29日 - 韓国で現代自動車(ヒュンダイモーターカンパニー)設立。

## スポーツ
- 大相撲（幕内最高優勝）
  - 初場所 大鵬幸喜
  - 春場所 北の富士勝昭
  - 夏場所 大鵬幸喜
  - 名古屋場所 柏戸剛
  - 秋場所 大鵬幸喜
  - 九州場所 佐田の山晋松
- プロ野球
  - セ・リーグ優勝 読売ジャイアンツ
  - パ・リーグ優勝 阪急ブレーブス
  - 日本シリーズ優勝 読売ジャイアンツ（4勝2敗）
- 高校野球
  - 春優勝 津久見（大分県）
  - 夏優勝 習志野（千葉県）

## 芸術・文化

### 音楽
- ドアーズ 「ハートに火をつけて」
- グラスルーツ 「今日を生きよう」
- ローリング・ストーンズ 「この世界に愛を」
- アレサ・フランクリン 「貴方だけを愛して」「ナチュラル・ウーマン」
- ジェファーソン・エアプレイン 「あなただけを」
- スコット・マッケンジー 「花のサンフランシスコ」
- キンクス 「ウォータールー・サンセット」
- スプリームス 「恋ははかなく」
- マウズ「ハ・ハ・ハ」[31]
- 邦楽
- グループ・サウンズ・ブーム（1966年から1968年）の2年目。ジャッキー吉川とブルーコメッツ、ザ・スパイダース等が活躍した。
- ザ・タイガース 「僕のマリー」
- ザ・テンプターズ 「忘れ得ぬ君」
- ザ・カーナビーツ 「好きさ好きさ好きさ」
- ジャッキー吉川とブルーコメッツ 「ブルー・シャトウ」第9回日本レコード大賞受賞。
- ザ・フォーク・クルセダーズ 「帰って来たヨッパライ」
- ザ・ピーナッツ 「恋のフーガ」
- リンド&リンダーズ「ハ・ハ・ハ」
- 中村晃子 「虹色の湖」
- 奥村チヨ 「北国の青い空」
- ダーク・ダックス 「銀色の道」
- 西田佐知子 「涙のかわくまで」
- 美空ひばり　GS調「真赤な太陽」：編曲・井上忠夫、演奏・コーラス:ジャッキー吉川とブルーコメッツ
- 佐良直美 「世界は二人のために」
- 森山良子 「この広い野原いっぱい」
- 水原弘 「君こそわが命」
- 美川憲一 「新潟ブルース」

### 映画
- 怪獣島の決戦 ゴジラの息子
- 大怪獣空中戦 ガメラ対ギャオス
- 大巨獣ガッパ
- 宇宙大怪獣ギララ
- キングコングの逆襲
- 007は二度死ぬ［英］
- 華麗なる賭け
- 殺しの烙印
- ジャングル・ブック［英］

### 文学
- 芥川賞
  - 第57回（1967年上半期） - 大城立裕 『カクテル・パーティー』
  - 第58回（1967年下半期） - 柏原兵三 『徳山道助の帰郷』
- 直木賞
  - 第57回（1967年上半期） - 生島治郎『追いつめる』
  - 第58回（1967年下半期） - 野坂昭如『アメリカひじき』『火垂るの墓』、三好徹『聖少女』
- ベストセラー
  - 五木寛之『蒼ざめた馬を見よ』
  - 大江健三郎『万延元年のフットボール』
  - 有吉佐和子『華岡青洲の妻』
  - 多湖輝『頭の体操』

### 雑誌
- 1月 - 新人を育てる漫画雑誌『月刊COM』創刊

### 漫画
（※雑誌も含む）
- 1月 - パーマン（藤子・F・不二雄）、週刊少年サンデーで連載開始
- 2月 - 碧南一家（加藤まさみ、村瀬範行）、愛知県碧南市の広報誌『広報へきなん』の毎月1日号で連載開始。現在も継続中の漫画としては日本最長寿作[32]。
- 4月 - 天才バカボン（赤塚不二夫）、週刊少年マガジンで連載開始
- 8月
  - いなかっぺ大将（川崎のぼる）、小学五年生で連載開始
  - ルパン三世（モンキー・パンチ）、漫画アクションで連載開始
- 10月 - 超人ロック（聖悠紀）、同人誌で初掲載、現在も継続中の漫画としては日本2番目の長寿作[32]。
- 12月 - あしたのジョー（原作：高森朝雄、作画：ちばてつや）、週刊少年マガジンで連載開始

### テレビ
ドラマ
- 大河ドラマ 「三姉妹」（NHK）出演：岡田茉莉子、藤村志保、栗原小巻、山﨑努
- 連続テレビ小説「旅路」（NHK）出演：日色ともゑ、横内正
- 「コメットさん」（TBS系、7月3日 - 1968年12月30日）出演：九重佑三子
- 「うどん」（関西テレビ系、2月7日 - 5月30日）最終回視聴率49.3%（関西地区）を記録。

特撮
- 「仮面の忍者 赤影」（関西テレビ系、4月5日 - 1968年3月27日）
- 「キャプテンウルトラ」（TBS系、4月16日 - 9月24日）
- 「光速エスパー」（日本テレビ系 、8月1日 - 1968年1月23日）
- 「ウルトラセブン」（TBS系、10月1日 - 1968年9月8日）
- 「怪獣王子」（フジテレビ系 、10月2日 - 1968年3月25日）
- 「ジャイアントロボ」（NET系 、10月11日 - 1968年4月1日）

その他
- NHK教育テレビ「きょうの健康」放送開始。現在も放送中。
- NHK教育テレビ「趣味の園芸」が放送開始。現在も放送中。
- 7月26日 - 中部日本放送「天才クイズ」が放送開始。2004年9月25日まで放送。

### ラジオ
- オールナイトニッポン（ニッポン放送・NRN系、※2020年現在も放送中）
- パックインミュージック（TBSラジオ・JRN系、 - 1982年）
- JET STREAM（TOKYO FM・JFN系、※2020年現在も放送中）
- 永六輔の誰かとどこかで放送開始。（TBSラジオ、2013年9月放送終了）
- 4月3日 - 文化放送が深夜放送開始。

### コマーシャル
| キャッチフレーズなど                        | 商品名など     | メーカー           | 出演者           | 音楽             |
| ------------------------------------------- | -------------- | ------------------ | ---------------- | ---------------- |
| イエイエ                                    | イエイエ       | レナウン           | -                | -                |
| どこまでも行こう                            | -              | ブリヂストンタイヤ | 横山隆一（画）   | 小林亜星・山崎唯 |
| お菓子のホームラン王です                    | ナボナ         | 亀屋万年堂         | 王貞治           | -                |
|                                             | カローラ       | トヨタ自動車       | 竜雷太           | -                |
| おかあさーん                                | ハナマルキみそ | ハナマルキ         | -                | -                |
| 象が踏んでも壊れない                        | アーム筆入れ   | サンスター文具     | 象               | -                |
| 「♪パンシロンでパン・パン・パン」「帰ろか」 | パンシロン     | ロート製薬         | 渥美清・沢田聖子 | -                |

## 誕生

### 1月
- 1月1日 - 中島徳至、実業家
- 1月1日 - 北川みゆき、漫画家
- 1月1日 - スペンサー・チュニック、写真家
- 1月1日 - ゴーシャ・サー、フィギュアスケート選手
- 1月2日 - 桜井美春、グラビアアイドル
- 1月2日 - ロバート・ウィッシュネフスキー、元プロ野球選手
- 1月3日 - 若村麻由美、女優
- 1月3日 - 一色正春、元海上保安官、尖閣諸島中国漁船衝突映像流出事件の当事者
- 1月3日 - 野島卓、フジテレビアナウンサー
- 1月4日 - インゴ、外国人タレント
- 1月5日 - 永井公彦、アナウンサー
- 1月5日 - ゆうきりん、小説家
- 1月5日 - フレドリック・ノルドストローム、ミュージシャン、音楽プロデューサー、レコーディング・エンジニア
- 1月8日 - 田口竜二、元プロ野球選手
- 1月8日 - 西成活裕、数理物理学者
- 1月9日 - 冴島鋭士、ゲームデザイナー
- 1月10日 - 棟方公寿、バスケットボール選手・指導者
- 1月12日 - 井上雄彦、漫画家
- 1月12日 - エドゥアルト・ハプスブルク＝ロートリンゲン、作家・外交官
- 1月13日 - 西村智奈美、政治家
- 1月13日 - 山口正朗、俳優
- 1月14日 - 佐藤里佳、フジテレビアナウンサー
- 1月14日 - 牛山隆信、日本の鉄道ファン
- 1月14日 - ザック・ワイルド、ギタリスト
- 1月14日 - 小林和公、元プロ野球選手、現プロ野球審判員
- 1月14日 - 小沢浩一、プロ野球選手
- 1月15日 - 大江弘明、プロ野球選手
- 1月16日 - ダンディ坂野、お笑いタレント
- 1月17日 - 杉本正志、元プロ野球選手
- 1月18日 - ヴィン・ディーゼル、俳優
- 1月18日 - 長島一由、政治家
- 1月18日 - 山花郁夫、政治家
- 1月19日 - ねこぢる、漫画家（+ 1998年）
- 1月20日 - 長坂哲夫、フジテレビアナウンサー
- 1月21日 - 宮崎吾朗、アニメーション映画監督
- 1月21日 - 吉田博彦、ゲームクリエイター、実業家
- 1月22日 - 中西学、プロレスラー
- 1月23日 - 佐野心、元プロ野球選手
- 1月24日 - 武田涼介、NHKアナウンサー
- 1月24日 - 斉藤直哉、プロ野球選手
- 1月24日 - 川村結花、女性シンガーソングライター、作詞家、作曲家
- 1月24日 - 樋口豊 (ミュージシャン)、BUCK-TICK
- 1月25日 - 佐々木望[33]、声優
- 1月25日 - 藤崎賢一、ヴォーカリスト・ミュージシャン
- 1月26日 - 福永恵規、元タレント（元おニャン子クラブ）
- 1月26日 - 高橋智、元プロ野球選手
- 1月26日 - 森川智之、声優
- 1月26日 - 近藤隆夫、スポーツライター
- 1月28日 - 渡辺敏史、自動車評論家
- 1月28日 - イシイジロウ、ゲームクリエイター・脚本家
- 1月29日 - 小野正利、ミュージシャン
- 1月29日 - 山根公路、DEENキーボード担当、リーダー
- 1月30日 - 古川圭子、毎日放送アナウンサー
- 1月31日 - 岩井厚裕、元サッカー選手

### 2月
- 2月1日 - 大久保博元、元プロ野球選手、野球解説者、タレント
- 2月1日 - 尾崎憲一、ベッコアメ・インターネット創業者
- 2月1日 - 北神圭朗、政治家・大蔵・財務官僚
- 2月1日 - 土田尚史、元サッカー選手
- 2月3日 - 岡本麻弥、声優
- 2月4日 - 草野満代、フリーアナウンサー
- 2月4日 - セルゲイ・グリンコフ、フィギュアスケート選手（+ 1995年）
- 2月5日 - 森脇健児、タレント
- 2月5日 - 鶴保庸介、政治家
- 2月6日 - 坂井泉水、歌手（ZARD）、作詞家（+ 2007年）
- 2月7日 - 大沢伸一、ミュージシャン 音楽家・音楽プロデューサー・ベーシスト
- 2月8日 - 中野純子、漫画家 (+ 2012年)
- 2月9日 - 寺沢有、ジャーナリスト
- 2月11日 - 石渡康浩、元俳優
- 2月12日 - 梶原真弓、タレント（シェイプUPガールズ）
- 2月12日 - 岩田徹、元プロ野球選手
- 2月13日 - 生田智子、タレント
- 2月13日 - 岡田忠之、オートバイレーサー
- 2月14日 - 鈴木卓爾、脚本家・俳優・映画監督
- 2月15日 - 堀ちえみ、女優・タレント
- 2月15日 - ひと美、声優
- 2月16日 - 内海和子、元タレント（元おニャン子クラブ）
- 2月17日 - 岸谷香、ミュージシャン（元プリンセス・プリンセス）
- 2月17日 - 藤丸光一、競艇選手
- 2月18日 - 徳光雅英、福島中央テレビアナウンサー
- 2月18日 - 十河章浩、野球選手
- 2月18日 - ロベルト・バッジョ、元サッカー選手
- 2月19日 - 栃天晃正嵩、大相撲力士
- 2月20日 - 田中ウルヴェ京、シンクロナイズドスイミング選手
- 2月20日 ｰ 豊川孝弘、将棋棋士
- 2月20日 - カート・コバーン、ロック・ミュージシャン（+ 1994年）
- 2月21日 - 梶淳、テレビプロデューサー
- 2月21日 - 平将明、政治家
- 2月21日 - 伊藤つかさ、女優
- 2月21日 - 沖野修也、DJ・プロデューサー・ライター
- 2月22日 - 飯塚昌明、作曲家・ギタリスト
- 2月23日 - 浅野哲也、元サッカー選手
- 2月24日 - コージー冨田、ものまねタレント
- 2月25日 - 服部潤、男性ナレーター、声優、ラジオパーソナリティ
- 2月26日 - 初芝清、元プロ野球選手
- 2月26日 - 西川慎一、元プロ野球選手
- 2月26日 - 三浦知良、プロサッカー選手（元日本代表）
- 2月26日 - 上原子友康（怒髪天）、ミュージシャン
- 2月26日 - 吉田伸男、元フジテレビアナウンサー、フリーアナウンサー
- 2月27日 - スコット・サービス、元プロ野球選手
- 2月28日 - CHIHARU、ダンサー（TRF）

### 3月
- 3月1日 - 藤井克典、NHKアナウンサー
- 3月2日 - レオ・ゴメス、元プロ野球選手
- 3月3日 - 木幡美子、フジテレビアナウンサー
- 3月3日 - 島崎毅、元プロ野球選手
- 3月4日 - ふじいあきら、マジシャン
- 3月4日 - 高取ヒデアキ、歌手・作詞家・作曲家
- 3月5日 - 福田達夫、政治家
- 3月5日 - 佐宗綾子、作曲家
- 3月5日 - 森岡賢、作曲家、編曲家（minus(-)、元SOFT BALLET）（+ 2016年）
- 3月6日 - 小川博文、元プロ野球選手
- 3月7日 - 畑中清詞、プロボクサー
- 3月7日 - 神谷悠、漫画家
- 3月7日 - 笹木彰人、映画監督、演出家、脚本家、俳優
- 3月7日 - 矢沢あい、漫画家
- 3月7日 - 柳沢超、元忍者
- 3月8日 - 原晋、元陸上競技・マラソン選手、
- 3月8日 - 角田光代、小説家
- 3月10日 - 鈴木大地、水泳選手
- 3月10日 - 深澤真紀、コラムニスト
- 3月10日 - 亀山房代、お笑いタレント（+ 2009年）
- 3月11日 - 浅香守生、アニメーション監督、 アニメーション演出家、映画監督
- 3月11日 - ドゥエイン・ホージー、元プロ野球選手
- 3月13日 - 外山英明、元プロバスケットボール選手・指導者
- 3月13日 - アンドレス・エスコバル、元サッカー選手（+ 1994年）
- 3月13日 - 田渕正浩、AV男優
- 3月14日 - 望月祐多、俳優
- 3月15日 - 斉藤律、ミュージシャン（LOOPUS、元スターリン）
- 3月15日 - 武内直子、漫画家
- 3月15日 - 水本香里、AIR-G'アナウンサー・ラジオパーソナリティ
- 3月15日 - ロバート・ローズ、元プロ野球選手
- 3月16日 - 安芸乃島勝巳、元大相撲力士・関脇
- 3月16日 - 小比類巻かほる、ミュージシャン
- 3月17日 - 中村武志、元プロ野球選手
- 3月17日 - ビリー・コーガン、ミュージシャン（スマッシング・パンプキンズ）
- 3月18日 - 米森麻美、フリーアナウンサー（+ 2001年）
- 3月20日 - 馬場俊英、シンガーソングライター
- 3月21日 - 川島だりあ、ミュージシャン
- 3月22日 - 古井千佳夫、元鹿児島テレビアナウンサー
- 3月23日 - 七瀬なつみ、女優
- 3月23日 - ジェリー・ブルックス、元プロ野球選手
- 3月23日 - 端本悟、オウム真理教の元幹部　元死刑囚（+ 2018年）
- 3月24日 - 辻口博啓、パティシエ
- 3月25日 - 知念孝、体操選手
- 3月25日 - マシュー・バーニー、現代美術家
- 3月25日 - デヴィ・トーマス、フィギュアスケート選手
- 3月25日 - 沢木和也、AV男優（+ 2021年）
- 3月27日 - 金井利之、行政学者
- 3月27日 - 小橋建太、プロレスラー
- 3月29日 - 宇津本直紀、作詞家、作曲家、ミュージシャン（ドラマー）、音楽プロデューサー
- 3月29日 - 横山雄二、中国放送アナウンサー
- 3月30日 - 坂本冬美、演歌歌手
- 3月30日 - 林原めぐみ[34]、声優
- 3月30日 - クリストファー・ボウマン、フィギュアスケート選手（+ 2008年）
- 3月31日 - 太田垣康男、漫画家

### 4月
- 4月1日 - 相原勇、 日本のタレント
- 4月1日 - 鷲尾いさ子、 日本の女優
- 4月2日 - レネ・エステヴェス、 アメリカ合衆国の女優
- 4月5日 - トロイ・ジェントリー、 アメリカ合衆国のカントリー・ミュージック・デュオの一人
- 4月7日 - 宇徳敬子、 日本の歌手
- 4月8日 - 田中一成、声優（+ 2016年）
- 4月8日 - ピエール瀧、 日本のミュージシャン、タレント（電気グルーヴ）
- 4月8日 - リッチ・バチェラー、 アメリカ合衆国の元プロ野球選手
- 4月8日 - 山本誠、 日本のプロ野球選手
- 4月10日 - 松永幹夫、 日本の調教師（JRA）
- 4月10日 - ピエール剣、 日本のAV男優
- 4月10日 - マーティ・ウォルシュ、アメリカ合衆国の政治家、第29代アメリカ合衆国労働長官、第54代ボストン市長[35]
- 4月11日 - 中森智佳子、 日本の元競泳選手
- 4月11日 - 桧山泰浩、 日本の元プロ野球選手
- 4月11日 - イゴール・ヤロシェンコ、 ウクライナのフィギュアスケート選手
- 4月12日 - 戸田ダリオ、 日本のタレント
- 4月12日 - 菊池新吉、 日本の元サッカー選手
- 4月14日 - 一條裕子、 日本の漫画家
- 4月14日 - 原口哲也、 日本の元プロ野球選手
- 4月14日 - 張光鎬、KBOリーグに所属していた 韓国出身の元プロ野球選手（捕手）
- 4月15日 - フランキー・ポーレイン、スコットランドのミュージシャン（ザ・ダークネス）
- 4月15日 - クリストフ・ピユー、 フランスの騎手
- 4月15日 - 鹿野睦、 日本のNHKアナウンサー
- 4月15日 - ダラ・トーレス、 アメリカ合衆国カリフォルニア州の出身の女子競泳選手
- 4月16日 - 高信二、 日本の元プロ野球選手
- 4月17日 - ゴルゴ松本、 日本のお笑いタレント（TIM）
- 4月17日 - ヘンリー・イアン・キュージック、 イギリスの俳優
- 4月18日 - 松山秀明、 日本の元プロ野球選手
- 4月18日 - マリア・ベロ、 アメリカ合衆国の女優
- 4月20日 - 倉沢淳美、 日本のタレント（元わらべ）
- 4月20日 - ヤマザキマリ、 日本の漫画家
- 4月20日 - マイク・ポートノイ、 アメリカ合衆国出身のドラマー、ミュージシャン、作曲家
- 4月20日 - ライモント・ファン・バルネフェルト、 オランダのプロフェッショナル・ダーツ・プレイヤー
- 4月22日 - シェリル・リー、 アメリカ合衆国の女優
- 4月22日 - 杉田水脈、 日本の政治家
- 4月22日 - セシル・ノバック、 フランスの柔道家
- 4月22日 - 篠宮とも子、 日本のAV女優
- 4月23日 - 本原正治、 日本の元プロ野球選手
- 4月23日 - キム・ヒエ、 韓国・済州特別自治道出身の女優
- 4月23日 - メリーナ・カナカレデス、 アメリカ合衆国オハイオ州出身の俳優
- 4月24日 - オマー・ビスケル、メジャーリーガー
- 4月24日 - 石田雅彦、 日本のプロ野球選手
- 4月25日 - 榛葉賀津也、 日本の政治家
- 4月25日 - 田原伸吾、 日本の野球選手
- 4月25日 - 児島未散、 日本の歌手・女優
- 4月26日 - ブライアン・ウォーレン、元プロ野球選手
- 4月26日 - 大村正樹、 日本のフリーアナウンサー
- 4月26日 - ケイン (プロレスラー)、 アメリカ合衆国のプロレスラー、政治家
- 4月26日 - マリアンヌ・ジャン＝バプティスト、 イギリス・ロンドン出身の女優・作曲家
- 4月27日 - ヴィレム＝アレクサンダー、 オランダ国王
- 4月27日 - ソン・ドンイル、 韓国の俳優
- 4月27日 - シムハ・バルビロ、 イスラエルの俳優、男性声優
- 4月28日 - カリ・ウーラー、 アメリカ合衆国の女優
- 4月29日 - 兼重淳、 日本の映画監督
- 4月30日 - フィリップ・キルコロフ、 ロシアの歌手、俳優、プロデューサー、司会者
- 4月30日 - スティーヴン・マッキントッシュ、 イギリスの俳優

### 5月
- 5月1日 - 寺井尚子、ヴァイオリニスト
- 5月1日 - 黒須陽一郎、野球選手
- 5月2日 - 大川緋芭（旧名: 大川七瀬）、漫画家（CLAMP）
- 5月2日 - ヘルマン・メサ、元野球選手
- 5月2日 - 右門青寿、俳優
- 5月2日 - 小牧雄一、元プロ野球選手
- 5月2日 - 鈴木望、元プロ野球選手
- 5月2日 - 影山正美、レーシングドライバー
- 5月4日 - 笠原竜司、俳優・男性声優
- 5月4日 - 矢島晶子[36]、女性声優
- 5月4日 - 山野和明、元プロ野球選手
- 5月5日 - 子安武人[37]、声優
- 5月5日 - 葛西稔、元プロ野球選手
- 5月6日 - 東瀬耕太郎、元プロ野球選手
- 5月6日 - 佐藤健太、俳優
- 5月6日 - 水沢正浩、プロ野球選手
- 5月7日 - 大翔鳳昌巳、元大相撲力士・小結（+ 1999年）
- 5月8日 - カジヒデキ、音楽家
- 5月8日 - 西村由紀江、ピアニスト
- 5月10日 - 今久留主成幸、元プロ野球選手
- 5月10日 - 武田修宏、元サッカー選手
- 5月12日 - 田中崇裕、NHKアナウンサー
- 5月12日 - 坂元裕二、脚本家
- 5月13日 - 嶋田哲也、元プロ野球選手
- 5月13日 - チャック・シュルディナー、ミュージシャン (+ 2001年)
- 5月15日 - ジョン・スモルツ、メジャーリーガー
- 5月16日 - 前原博之、元プロ野球選手
- 5月16日 - 田北雄気、元サッカー選手
- 5月17日 - 三輪テツヤ、ギタリスト（スピッツ）
- 5月18日 - ハインツ＝ハラルト・フレンツェン、レーシングドライバー
- 5月18日 - エリック・ヤング、MLB指導者、元メジャーリーガー
- 5月20日 - 野上浩太郎、政治家
- 5月21日 - クリス・ベノワ、プロレスラー（+ 2007年）
- 5月24日 - 柴田亜美、漫画家
- 5月25日 - 亀井芳子、声優
- 5月26日 - 安田秀之、元プロ野球選手
- 5月26日 - 福澤洋一、元プロ野球選手
- 5月26日 - 山本美香、ジャーナリスト （+ 2012年）
- 5月26日 - 高橋靖子、女優
- 5月27日 - ポール・ガスコイン、元サッカー選手・サッカー指導者
- 5月27日 - 石川よしひろ、ミュージシャン
- 5月27日 - 谷口雅彦、写真家、メディアプロデュ―サー
- 5月29日 - 安藤学、プロ野球選手
- 5月30日 - 矢口史靖、映画監督
- 5月31日 - 田村明浩、ベーシスト（スピッツ）
- 5月31日 - 一柳信行、中国放送アナウンサー

### 6月
- 6月1日 - 坂上忍、俳優
- 6月2日 - 豊田次郎、元プロ野球選手
- 6月2日 - ドナルド・レモン、元プロ野球選手
- 6月3日 - 入来智、元プロ野球選手（+ 2023年）
- 6月3日 - 田中実、元プロ野球選手
- 6月3日 - ハニホー・ヘニハー、元外国人タレント
- 6月4日 - 大久保勝也、元プロ野球選手
- 6月4日 - マリー・ンディアイ、小説家、劇作家
- 6月4日 - スコット・サーバイス、メジャーリーガー
- 6月6日 - 吉田小南美、声優
- 6月7日 - 阪倉裕二、元サッカー選手
- 6月8日 - 三村マサカズ、お笑いタレント（さまぁ〜ず）
- 6月10日 - 山田花子、漫画家（+ 1992年）
- 6月10日 - 鈴木健、日本テレビアナウンサー
- 6月12日 - 有倉雅史、元プロ野球選手
- 6月12日 - 池上誠一、元プロ野球選手
- 6月14日 - 吉田直喜、元プロ野球選手
- 6月15日 - うえだゆうじ、声優
- 6月15日 - 大林素子、タレント・元バレーボール選手
- 6月16日 - ユルゲン・クロップ、元サッカー選手、サッカー指導者
- 6月17日 - 大島公一、元プロ野球選手
- 6月18日 - 楠野一郎、放送作家、脚本家
- 6月19日 - 宮内仁一、元プロ野球選手
- 6月20日 - ニコール・キッドマン、女優
- 6月22日 - 玉袋筋太郎、お笑いタレント（浅草キッド）
- 6月22日 - 川畑泰史、タレント、吉本新喜劇座長
- 6月23日 - 龍興山一人、元大相撲力士、小結（+1990年）
- 6月23日 - 永田ルリ子、元タレント（元おニャン子クラブ）
- 6月23日 - 南野陽子、女優、歌手
- 6月23日 - 渡辺智男、元プロ野球選手
- 6月23日 - ヘンスリー・ミューレンス、元プロ野球選手
- 6月26日 - 麻生かほ里、女優
- 6月26日 - 河村亮、日本テレビアナウンサー（+ 2022年）
- 6月27日 - 剣晃敏志、元大相撲力士、小結（+1998年）
- 6月27日 - 渡辺真理、フリーアナウンサー
- 6月27日 - 長野洋、元バスケットボール選手
- 6月28日 - きたがわ翔、漫画家
- 6月30日 - 森井和美、野球選手

### 7月
- 7月4日 - ひかわ博一、漫画家
- 7月5日 - 八神ひろき、漫画家
- 7月5日 - 弓長起浩、元プロ野球選手
- 7月5日 - ティム・ウォーレル、メジャーリーガー
- 7月6日 - とよた真帆、女優
- 7月6日 - 北村俊介、元プロ野球選手
- 7月7日 - 西山秀二、元プロ野球選手
- 7月7日 - トム・クリステンセン、デンマークのレーシングドライバー
- 7月8日 - クラウス・チュッチャー、リヒテンシュタイン現首相
- 7月8日 - 大西健晴、声優
- 7月9日 - 岡本圭治、元プロ野球選手
- 7月10日 - 沢村一樹、俳優、元ファッションモデル
- 7月10日 - リー・スティーブンス、元プロ野球選手
- 7月11日 - 秋野公造、政治家
- 7月12日 - 江尻篤彦、元サッカー選手
- 7月12日 - 西村賢太、小説家（+ 2022年）
- 7月13日 - 北斗晶、女性格闘家・タレント
- 7月14日 - YO-KING、ミュージシャン
- 7月14日 - 渡辺政仁、元プロ野球選手
- 7月16日 - 安尾信乃助、お笑い芸人
- 7月17日 - 李昊星、韓国プロ野球選手　（+ 2008年）
- 7月17日 - 北野誠、元サッカー選手、サッカー指導者
- 7月17日 - 清宮克幸、元ラグビーユニオン選手
- 7月17日 - 大家敏志、政治家
- 7月18日 - ANI、スチャダラパー
- 7月21日 - 遠山奬志、元プロ野球選手
- 7月23日 - アンドレアス・ヘルフェンバイン、騎手
- 7月23日 - 内山憲一、元プロ野球選手
- 7月24日 - 福原直英、フジテレビアナウンサー
- 7月24日 - ニック・ナース、バスケットボールヘッドコーチ、NBAファイナル優勝
- 7月25日 - 佐藤康弘、野球選手
- 7月25日 - 藤井進、野球選手（+ 2017年）
- 7月26日 - ジェイソン・ステイサム、俳優
- 7月27日 - 桐本拓哉、声優
- 7月27日 - 中田功、将棋棋士
- 7月28日 - 藤生ゆかり、シンガーソングライター
- 7月29日 - 羽田雄一郎、政治家（+ 2020年）
- 7月30日 - 服部裕昭、元プロ野球選手
- 7月30日 - 佐藤禎弘、ギタリスト 作曲家
- 7月31日 - 岩田光央、声優
- 7月31日 - 本田美奈子.、歌手（+ 2005年）
- 7月31日 - 中山秀征、タレント

### 8月
- 8月2日 - 大川隆、元プロ野球選手
- 8月2日 - 大田紳一郎、ミュージシャン（doa)
- 8月3日 - 宮川孝子、ミュージシャン（元PINK SAPPHIRE）
- 8月4日 - 吉田ヒロ、お笑いタレント
- 8月4日 - 大森剛、元プロ野球選手
- 8月5日 - 山内一典、ゲームクリエイター
- 8月5日 - 小林昭則、プロ野球選手
- 8月6日 - 南部正司、元バレーボール選手、全日本男子監督
- 8月6日 - 君塚直隆、歴史学者
- 8月7日 - シャーロット・ルイス、女優
- 8月7日 - エフゲニー・プラトフ、フィギュアスケート選手
- 8月7日 - 古賀道人、プロ野球選手
- 8月8日 - 天海祐希、女優（元宝塚歌劇団月組主演スター）
- 8月8日 - 東野幸治、お笑いタレント
- 8月8日 - マット・ホワイトサイド、元プロ野球選手
- 8月8日 - シェーン・ガラース、ミュージシャン
- 8月9日 - 江坂政明、元プロ野球選手
- 8月9日 - 清田文章、プロ野球選手
- 8月11日 - 松村邦洋、お笑いタレント
- 8月11日 - 橋本愛子、プロゴルファー
- 8月11日 - マッシミリアーノ・アッレグリ、元サッカー選手・サッカー指導者
- 8月12日 - 樫本学ヴ、漫画家
- 8月12日 - 嶋方淳子、声優
- 8月13日 - 太田貴子、歌手
- 8月15日 - 立花孝志、政治家
- 8月16日 - 金山一彦、俳優
- 8月17日 - 舟山恭史、元プロ野球選手
- 8月18日 - 清原和博、元プロ野球選手
- 8月18日 - 本田明浩、元プロ野球選手
- 8月19日 - 奥寺健、フジテレビアナウンサー
- 8月19日 - 前川麻子、作家
- 8月20日 - 藤神敬也 歌手
- 8月21日 - 南場千絵子、声優
- 8月22日 - 岡田有希子、アイドル（+ 1986年）
- 8月22日 - 柳沢栄治、声優（+ 2024年）
- 8月25日 - 高部知子、女優
- 8月25日 - 檜山修之[38]、声優
- 8月25日 - ミレヤ・ルイス、バレーボール選手
- 8月26日 - 佐々岡真司、元プロ野球選手
- 8月26日 - レベッカ・アン・ラモス、プレイメイト
- 8月26日 - 大塚光二、元プロ野球選手
- 8月26日 - ザホス・サモラダス、映画監督
- 8月28日 - 松下浩二、卓球選手
- 8月28日 - 遠藤正明、歌手
- 8月28日 - 仲道祐子、ピアニスト
- 8月29日 - イルジ・ルージェク、チェコの写真家
- 8月30日 - 海老根智仁、実業家
- 8月31日 - 平松晶子、声優

### 9月
- 9月1日 - 中村繁之、タレント・俳優
- 9月1日 - 柳田哲志、テレビ宮崎アナウンサー
- 9月5日 - 久米田康治、漫画家
- 9月5日 - 村枝賢一、漫画家
- 9月5日 - マティアス・ザマー、元サッカー選手
- 9月7日 - 小牧太、騎手
- 9月8日 - 高橋しん、漫画家
- 9月8日 - 横田久則、元プロ野球選手
- 9月8日 - 山田真実、プロ野球選手
- 9月9日 - 小森哲也、元プロ野球選手
- 9月9日 - 樋口一紀、元プロ野球選手
- 9月10日 - 堀孝史、元サッカー選手
- 9月10日 - 西谷亮、ゲームクリエイター（『ストリートファイターII』の生みの親）
- 9月11日 - 相川英明、元プロ野球選手
- 9月12日 - 田中美奈子、女優
- 9月12日 - 高林孝行、元野球選手
- 9月13日 - 今泉清、元ラグビーユニオン選手
- 9月13日 - 白鳥文平、SASUKEオールスターズ
- 9月14日 - 本東洋、プロ野球選手
- 9月14日 - サブリ・キチマリ、外交官
- 9月15日 - 武田真一、フリーアナウンサー、元NHKアナウンサー
- 9月15日 - 橋本志穂、タレント、元福岡放送アナウンサー
- 9月15日 - 大輝煌正人、元大相撲力士（+ 2009年）
- 9月15日 - 栄村隆康、プロ野球審判員
- 9月16日 - 奥浩哉、漫画家
- 9月18日 - 井原正巳、元プロサッカー選手（元日本代表キャプテン）、サッカー指導者
- 9月19日 - ジム・アボット、元メジャーリーガー
- 9月19日 - アレクサンドル・カレリン、元レスリング選手
- 9月19日 - 細田守、アニメーション監督
- 9月20日 - 高橋真美、元わらべ
- 9月20日 - 福島明弘、プロ野球選手
- 9月21日 - デニー友利、元プロ野球選手
- 9月21日 - スージー・デント、辞書学者
- 9月21日 - スマン・ポクレル、ネパールの詩人と翻訳者
- 9月22日 - 平井信行、気象情報土
- 9月22日 - 緒形直人、俳優
- 9月22日 - スペル・デルフィン、プロレスラー
- 9月22日 - 後藤健二、ジャーナリスト、（+ 2015年）
- 9月22日 - リカルド・リデル、スウェーデンのレーシングドライバー
- 9月23日 - 叶美香、タレント
- 9月23日 - 中山雅史、サッカー選手
- 9月26日 - ブライアン・トラックスラー、元プロ野球選手（+ 2004年）
- 9月26日 - 横田睦美、元アイドル（元おニャン子クラブ）
- 9月27日 - ジェイソン・ダンジェン、フィギュアスケート選手
- 9月27日 - 中島克仁、政治家
- 9月28日 - 貴闘力忠茂、元大相撲力士・関脇、元・大嶽親方
- 9月30日 - 斉藤こず恵、タレント
- 9月30日 - ヨーキス・ペレス、元プロ野球選手

### 10月
- 10月1日 - 中島美春、元アイドル（元おニャン子クラブ）
- 10月1日 - 田中善則、元野球選手
- 10月3日 - 片平哲也、元プロ野球選手
- 10月3日 - ティファニー・チン、フィギュアスケート選手
- 10月4日 - 小山剛志、俳優・声優
- 10月5日 - 森下由実子、歌手（元ソフトクリーム）
- 10月5日 - ガイ・ピアース、俳優
- 10月7日 - 磯山晶、日本のテレビプロデューサー、映画プロデューサー、元漫画家
- 10月7日 - 阿部渉、NHKアナウンサー
- 10月7日 - 愛河里花子、声優
- 10月7日 - 青田典子、タレント（元C.C.ガールズ）
- 10月8日 - 田口浩正、俳優
- 10月9日 - エディ・ゲレロ、プロレスラー（+ 2005年）
- 10月9日 - ジム・テータム、元プロ野球選手
- 10月10日 - 北野勝則、元プロ野球選手
- 10月10日 - 岡幸二郎、ミュージカル俳優
- 10月11日 - 秋川雅史、テノール歌手
- 10月11日 - ピーター・ティール、起業家・投資家
- 10月11日 - 佐久間浩一、プロ野球選手
- 10月11日 - ギラッド・コーヘン、外交官
- 10月12日 - 香田晋、元演歌歌手
- 10月12日 - マイク・ディミュロ、メジャーリーグ審判員
- 10月13日 - スコット・クーパー、元プロ野球選手
- 10月14日 - ジェイソン・プラト、レーシングドライバー
- 10月16日 - 松野太紀[39]、声優（+ 2024年）
- 10月17日 - マーク・ジョンソン、元プロ野球選手
- 10月18日 - 湯江健幸、俳優・歌手
- 10月19日 - 松田洋治、俳優・声優
- 10月20日 - ハービー・プリアム、元プロ野球選手
- 10月21日 - アルシンド、元サッカー選手
- 10月21日 - 河本育之、元プロ野球選手
- 10月23日 - オマール・リナレス、元キューバ野球選手
- 10月25日 - 﨑山龍男、ドラマー（スピッツ）
- 10月25日 - 松本大洋、漫画家
- 10月27日 - 松尾剛、NHKアナウンサー
- 10月28日 - ジュリア・ロバーツ、女優
- 10月28日 - フィリモネ・ワガバザ、経済学者、銀行家、外交官
- 10月28日 - ジョン・ロメロ、ゲームクリエイター、デザイナー、プログラマ
- 10月30日 - 小島弘務、元プロ野球選手
- 10月30日 - 桑田靖子、歌手・タレント

### 11月
- 11月2日 - 古賀友一郎、政治家
- 11月2日 - 石田彰[40]、声優
- 11月2日 - 中垣内祐一、元バレーボール選手
- 11月4日 - 浅倉大介、ミュージシャン・作曲家
- 11月4日 - 中山裕章、元プロ野球選手
- 11月4日 - ライアン・トンプソン、元プロ野球選手
- 11月5日 - ブライアン・ラービー、元プロ野球選手
- 11月6日 - レベッカ・シェイファー、女優（+ 1989年）
- 11月6日 - 瀧本富士子、声優
- 11月6日 - 松岡修造、元プロテニス選手・スポーツコメンテーター
- 11月7日 - 伊集院光、タレント
- 11月8日 - 百々麻子、声優
- 11月8日 - エリック・アンソニー、元プロ野球選手
- 11月9日 - 内藤就行、元サッカー選手
- 11月9日 - 堀宣行、調教師
- 11月9日 - 森山佳郎、元サッカー選手
- 11月10日 - 伊藤一朗、ギタリスト（Every Little Thing）
- 11月11日 - 宮坂学、日本の実業家
- 11月12日 - 高木琢也、元サッカー選手
- 11月16日 - 神尾直子、女優、スーツアクター
- 11月17日 ‐ 安田和博、お笑い芸人（デンジャラス）
- 11月18日 - トム・ゴードン、メジャーリーガー
- 11月18日 - 小城ノ花昭和、元大相撲力士、現・高崎親方
- 11月18日 - 原田和彦、プロ野球選手
- 11月20日 - 金谷俊一郎、東進ハイスクール・東進衛星予備校社会科講師
- 11月21日 - 古賀稔彦、元柔道選手（+ 2021年）
- 11月22日 - 石垣純哉、メカニックデザイナー
- 11月22日 - ボリス・ベッカー、プロテニス選手
- 11月23日 - ウィル・フリント、元プロ野球選手
- 11月25日 - アンソニー・ネスティ、水泳選手
- 11月25日 - 中井和哉、声優
- 11月25日 - 冨岡淳広、脚本家
- 11月25日 - 前田隆、プロ野球選手
- 11月28日 - 高橋理恵子、声優
- 11月28日 - 原田知世、女優・歌手
- 11月28日 - 蓮舫、政治家・タレント・ニュースキャスター
- 11月30日 - 水谷加奈、文化放送アナウンサー

### 12月
- 12月5日 - 藪本雅子、元日本テレビアナウンサー・記者
- 12月7日 - ティノ・マルティネス、元メジャーリーガー
- 12月8日 - 大竹一樹、お笑いタレント（さまぁ〜ず）
- 12月8日 - 三石琴乃[41]、女性声優、ナレーター
- 12月8日 - 吉田宣弘、政治家
- 12月9日 - ジョシュア・ベル、ヴァイオリニスト
- 12月10日 - 有森也実、女優
- 12月11日 - 保阪尚希、俳優
- 12月12日 - 馬場澄江、声優
- 12月13日 - 織田裕二、俳優・歌手
- 12月14日 - 田中幸雄、元プロ野球選手
- 12月15日 - 河合亞美、女優
- 12月15日 - 茂木欣一、ミュージシャン・ドラマー（フィッシュマンズ、東京スカパラダイスオーケストラ）
- 12月16日 - 木村次郎、政治家
- 12月17日 - 馬渡松子、シンガーソングライター
- 12月17日 - 松田慎司、元プロ野球選手
- 12月18日 - 芋洗坂係長、お笑い芸人
- 12月19日 - 森田恭通、インテリアデザイナー
- 12月21日 - 草野マサムネ、ミュージシャン（スピッツ）
- 12月22日 - 河田雄祐、元プロ野球選手
- 12月23日 - 松岡英明、ミュージシャン
- 12月25日 - 光吉猛修、作曲家・歌手
- 12月26日 - 石野卓球、ミュージシャン・DJ（電気グルーヴ）
- 12月26日 - 猪久保吾一、元プロ野球選手
- 12月29日 - 坂崎千春、絵本作家
- 12月29日 - 藤本有紀、脚本家
- 12月30日 - フェルナンド・ダニエル・モネール、元サッカー選手
- 12月31日 - 野路毅彦、静岡放送のアナウンサー
- 12月31日 - 江口洋介、俳優
- 12月31日 - 猫乃都、漫画家

### 誕生日不明
- オットー・M・シュワルツ、作曲家
- 曽根圭介、小説家
- 長田美穂、ジャーナリスト
- キャサリン・バー、声優
- 山岡隆信、古生物学者

## 死去

### 1月
- 1月7日 - 広川弘禅、政治家（* 1902年）
- 1月10日 - ラダ・ビノード・パール、インド人法学者（* 1886年）
- 1月15日 - ダヴィド・ブルリューク、画家（* 1882年）
- 1月18日 - ヤン・スメテルリン、ピアニスト（* 1892年）

### 2月
- 2月2日 - フィリス・ジョンソン、フィギュアスケート選手（* 1886年）
- 2月3日 - 泉谷祐勝、野球選手（* 1882年）
- 2月13日 - 鮎川義介、実業家・日産コンツェルン創始者（* 1880年）
- 2月12日 - 渋沢信雄、実業家（* 1898年）
- 2月14日 - 山本周五郎、小説家（* 1903年）
- 2月18日 - ロバート・オッペンハイマー、物理学者（* 1904年）
- 2月22日 - 柳原白蓮、歌人（* 1885年）
- 2月25日 - 高石真五郎、ジャーナリスト・国際オリンピック委員会委員（* 1878年）

### 3月
- 3月4日 - 井上日召、テロリスト（* 1886年）
- 3月14日 - 唐沢俊樹、政治家（* 1891年）
- 3月31日 - 伊藤熹朔、舞台美術家（* 1899年）

### 4月
- 4月3日 - 横山運平、俳優（* 1881年）
- 4月5日 - ミッシャ・エルマン、ヴァイオリニスト（* 1891年）
- 4月5日 - ハーマン・J・マラー、遺伝学者（* 1890年）
- 4月12日 - 窪田空穂、歌人・国文学者（* 1877年）
- 4月19日 - オルガー・トフトイ、アメリカ陸軍の軍人（* 1902年）
- 4月19日 - コンラート・アデナウアー、政治家、西ドイツの初代連邦首相（* 1876年）
- 4月24日 - ウラジーミル・コマロフ、ソ連の宇宙飛行士（* 1927年）
- 4月29日 - アンソニー・マン、映画監督（* 1906年）

### 5月
- 5月5日 - オーウェン・ジョーンズ、地質学者（* 1878年）
- 5月6日 - 木村荘十、作家（* 1897年）
- 5月8日 - エルマー・ライス、脚本家（* 1892年）
- 5月11日 - 轟夕起子、女優（* 1917年）
- 5月12日 - ジョン・メイスフィールド、詩人・作家（* 1878年）
- 5月15日 - エドワード・ホッパー、画家（* 1882年）
- 5月23日 - 野口晴康、映画監督（* 1913年）
- 5月27日 - ヨハネス・イッテン、芸術家（* 1888年）
- 5月31日 - ビリー・ストレイホーン、ジャズピアニスト・作曲家（* 1915年）

### 6月
- 6月3日 - アーサー・ランサム、児童文学作家・ジャーナリスト（* 1884年）
- 6月3日 - アンドレ・クリュイタンス、指揮者（* 1905年）
- 6月3日 - リチャード・クドウ、生物学者（* 1886年）
- 6月9日 - 山下太郎、実業家、アラビア石油創業者（* 1889年）
- 6月10日 - スペンサー・トレイシー、俳優（* 1900年）
- 6月18日 - ジャコモ・ルッソ、カーレーサー（* 1937年）
- 6月21日 - 飛沢栄三、高校野球指導者（* 1903年）
- 6月22日 - 李立三、中華人民共和国の政治家（* 1899年）
- 6月23日 - 壺井栄、小説家（* 1900年）
- 6月27日 - 清瀬一郎、政治家、元衆議院議長（* 1884年）

### 7月
- 7月8日 - ヴィヴィアン・リー、女優（* 1913年）
- 7月13日 - 吉野秀雄、歌人（* 1902年）
- 7月17日 - ジョン・コルトレーン、ジャズサックス奏者（* 1926年）
- 7月20日 - モリス・スワデシュ、言語学者（* 1909年）

### 8月
- 8月15日 - ルネ・マグリット、画家（* 1898年）
- 8月17日 - 新村出、言語学者（* 1876年）
- 8月19日 - ヒューゴー・ガーンズバック、小説家、SF作家（* 1884年）
- 8月19日 - アイザック・ドイッチャー、マルクス主義思想家・ソ連研究者（* 1907年）
- 8月21日 - 内藤伸、彫刻家（* 1882年）
- 8月22日 - 和田三造、洋画家（* 1883年）
- 8月25日 - ブライアン・エプスタイン、ビートルズのマネージャー（* 1934年）
- 8月31日 - イリヤ・エレンブルグ、ソ連の作家（* 1891年）

### 9月
- 9月6日 - 丸井太郎、俳優（* 1935年）

### 10月
- 10月3日 - ピント・コルヴィッグ、俳優・声優・アニメーター・漫画家（* 1892年）
- 10月3日 - マルコム・サージェント、指揮者（* 1895年）
- 10月5日 - クリフトン・ウィリアムズ、宇宙飛行士（* 1932年）
- 10月8日 - クレメント・アトリー、イギリス首相（* 1883年）
- 10月9日 - チェ・ゲバラ、革命家、ゲリラの指導者、医師（* 1928年）
- 10月14日 - マルセル・エイメ、小説家・劇作家（* 1902年）
- 10月16日 - 富田常雄、小説家（* 1904年）
- 10月17日 - 愛新覚羅溥儀、清朝第12代・満州国皇帝（* 1906年）
- 10月20日 - 吉田茂、第45・第48 - 51代内閣総理大臣（* 1878年）
- 10月27日 - 時枝誠記、言語学者（* 1900年）
- 10月30日 - ジュリアン・デュヴィヴィエ、フランスの映画監督・脚本家（* 1896年）

### 11月
- 11月5日 - ロバート・ナイトホーク、アメリカ合衆国のブルース・ミュージシャン、歌手（* 1909年）
- 11月12日 - 由比忠之進、弁理士（* 1894年）
- 11月13日 - ハリエット・コーエン、ピアニスト（* 1895年）
- 11月14日 - 中山正善、天理教、2代真柱（*1905年）
- 11月25日 - 浪ノ音健藏、元力士（*1882年）
- 11月25日 - オシップ・ザッキン、彫刻家・画家（* 1890年）
- 11月30日 - ヨシアス・ツー・ヴァルデック＝ピルモント、ヴァルデック侯国皇太子。親衛隊将軍（* 1896年）

### 12月
- 12月4日 - 笠信太郎、ジャーナリスト（* 1900年）
- 12月10日 -  オーティス・レディング、ソウル・ミュージシャン（* 1941年）
- 12月13日 - 小笠原三九郎、政治家（* 1885年）
- 12月21日 - 森於菟、森鷗外の長男、医学者（* 1890年）
- 12月22日 - 高橋龍太郎、実業家・政治家（* 1875年）
- 12月24日 - バート・バスキン（Burt Baskin）、アメリカ合衆国の実業家、バスキン・ロビンス創業者（* 1913年）

### 時期不明
- 日付不明 - ポール・モーリス、作曲家（* 1910年）

## ノーベル賞
- 物理学賞 - ハンス・ベーテ
- 化学賞 - マンフレート・アイゲン ロナルド・ノーリッシュ ジョージ・ポーター
- 生理学・医学賞 - ラグナー・グラニト ハルダン・ケファー・ハートライン ジョージ・ワルド
- 文学賞 - ミゲル・アンヘル・アストゥリアス
- 平和賞 - 該当者なし